# إميل فينكلر
إميل فينكلر (بالألمانية: Emil Winkler)‏ هو مهندس مدني ومهندس ألماني، ولد في 18 أبريل 1835 في تورجاو في ألمانيا، وتوفي في 27 أغسطس 1888 في برلين في ألمانيا.